# Blohm & Voss BV 141
Die Blohm & Voss BV 141 war ein Aufklärungsflugzeug des deutschen Herstellers Blohm & Voss, der zur Zeit des Entstehens des Flugzeugs noch die Firmenbezeichnung Hamburger Flugzeugbau führte. Deshalb war die ursprüngliche Bezeichnung Ha 141. Es wurde insbesondere durch seinen asymmetrischen Aufbau bekannt.

## Geschichte
1937 gab das Reichsluftfahrtministerium eine Anforderung für ein einmotoriges Aufklärungsflugzeug heraus, das der Besatzung von zwei bis drei Mann beste Sicht nach allen Seiten und ebenso gute Verteidigungsmöglichkeit bieten sollte. Arado reichte dazu seinen Entwurf Arado Ar 198 ein, der aber beim Technischen Amt keinen Anklang fand. Focke-Wulf entwarf als Alternative die zweimotorige Focke-Wulf Fw 189, während Wehrwirtschaftsführer Richard Vogt, Chefkonstrukteur der Blohm & Voss-Flugzeugwerke, das ganze Flugzeug auf der Grundlage seiner Patente von 1935 asymmetrisch konstruierte, indem er die Besatzung in einem eigenen, sehr schmalen Rumpf auf dem Tragflügel rechts des Motor- und Leitwerksträgers unterbrachte. Diese Kabine wurde im Laufe der Entwicklung erheblich verbreitert und großzügig verglast, so dass die Forderung nach bestmöglicher Sicht weitgehend erfüllt war. Sonst war die Ha 141 ein normaler Ganzmetalltiefdecker mit einem nach außen in den Flügel einzuziehenden Fahrwerk und einem nur halb im Leitwerksträger verschwindenden Spornrad, das eingezogen als Notsporn dienen konnte.
Der erste Prototyp (Wnr. 172, Kennzeichen D-ORJE) startete mit dem Chefpiloten Helmut Wasa Rodig am 25. Februar 1938 zum Erstflug. Das Flugzeug flog mit der Musterbezeichnung Ha 141-0, wurde aber kurze Zeit später aus abrechnungstechnischen Gründen in BV 141 V2 umbenannt.
Die Prototypen und Flugzeuge der A-Vorserie waren mit einem BMW-132-Motor und einem im Bezug auf den Leitwerksträger symmetrischen Höhenleitwerk ausgerüstet.

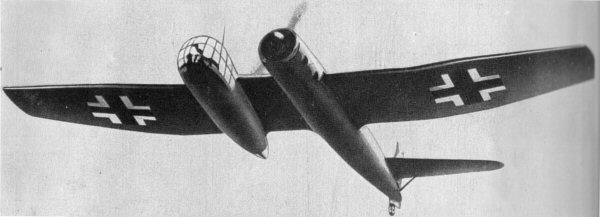
Künstlerische Darstellung einer BV 141

Der Chef des Technischen Amtes, Generalmajor Ernst Udet, überzeugte sich bereits im April 1938 von den guten Flugeigenschaften und war von dem Flugzeug begeistert. Er sorgte dafür, dass der Flugzeughersteller nun einen Entwicklungsauftrag erhielt. So konnten zwei weitere Versuchsflugzeuge gebaut werden, die als V1 bezeichnete D-OTTO (Wnr. 171) und V3, D-OLGA (Wnr. 359). An beiden waren gegenüber dem ersten Flugzeug bereits erhebliche Änderungen vorgenommen worden. So entsprach die Besatzungskabine schon weitgehend der späteren endgültigen Ausführung. Beim dritten Flugzeug war die Spannweite vergrößert worden. Der V3 folgten weitere fünf Vorserienflugzeuge der A-0-Serie, die alle noch V-Nummern (bis V8) und die Wnr. 360 bis 364 erhielten. Da sie alle erst nach der Einführung der Stammkennzeichen fertig wurden, erhielten sie keine Zivilkennzeichen mehr. Auch die V3 wurde umbenannt in BL+AA. Die V4, D-OLLE, war bis 1941 in Rechlin zur Erprobung und hatte bereits ein Stammkennzeichen bekommen. Die V5 bis V8 erhielten nun die folgenden Kennzeichen von BL+AB bis BL+AE. Die Flugzeuge sind bei den E-Stellen und bei der Aufklärungsschule Großenhain nachzuweisen. Über ihren späteren Verbleib ist nichts bekannt.

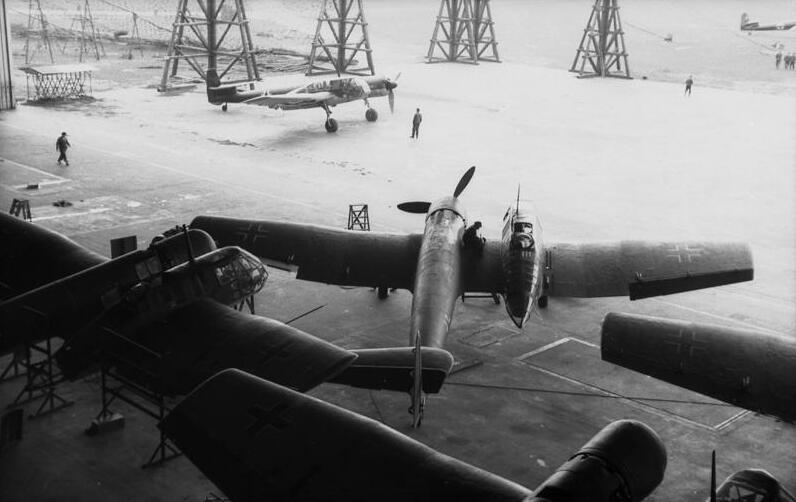
Mehrere BV 141 im Hangar (1942)

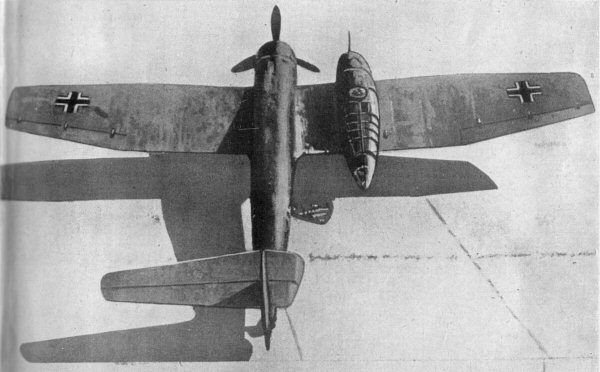
BV 141, rückwärtige Ansicht

Die Erfahrungen mit den ersten Flugzeugen führten ab Januar 1939 zu einem völlig neuen Entwurf, der die Bezeichnung BV 141 B bekam. Den Antrieb lieferte nun der wesentlich stärkere BMW 801, mit dem sich die Leistungen erheblich verbesserten. Das bereits an der V2 erprobte Höhenleitwerk war nun asymmetrisch. Von dieser Ausführung wurden noch 18 Stück gebaut und wie die vorangegangenen A-Flugzeuge verwendet. Einzelne kamen auch zu Frontverbänden. Das Reichsluftfahrtministerium hatte sich aber inzwischen auf die Fw 189 als Aufklärer festgelegt.
Im Frühjahr 1941 führte die Deutsche Forschungsanstalt für Segelflug (DFS) interne inoffizielle Probeflüge mit verschiedenen Versuchsmustern der BV 141 in Rechlin durch. Sie beauftragte u. a. einen ihrer besten Erprobungspiloten, Erich Klöckner, mit dem Unternehmen. Wie schon andere Flugzeugführer war auch Klöckner von den exzellenten Flugeigenschaften der Maschine überzeugt. Er führte sogar Überschläge durch, welche die BV 141 anstandslos bewältigte. Bemängelt wurden die Leistungskraft der Motoren sowie Probleme mit der Hydraulik, die sich während der gesamten Erprobung nicht abstellen ließen. Aufgrund von Hydraulikproblemen am Fahrwerk kam es mit dem Versuchsmuster 4 sogar zu einer Bruchlandung. Weitere Schwierigkeiten gab es mit Querruder und Motor. Diese ließen sich aber beheben. Am Versuchsmuster 12 wurden Beschussversuche mit den beiden starren MG 17 gemacht. Dabei wurde festgestellt, dass die Läufe dieser Waffen zu kurz waren und so giftige Pulverdämpfe in die Kanzel eindringen konnten. Da nach der abgeschlossenen Erprobung schon die Fw 189 die Rolle der Bv 141 übernommen hatte, wurden die Maschinen bei Schulungsverbänden und als Versuchsträger für verschiedene Aufgaben „aufgebraucht“. Da diese Einsätze sich fast alle im Osten abspielten, hält sich hartnäckig das Gerücht eines Einsatzes an der Ostfront. Mindestens drei Maschinen waren bei Kriegsende noch vorhanden. Alliierte Truppen beschlagnahmten im Mai 1945 im Werk Wenzendorf von Blohm & Voss zwei bereits beschädigte BV 141 (unter anderem Kennzeichen GK+GH).

## Bekannte Baumuster
| Bezeichnung         | Werk- Nummer   | Luftfahrzeugkennzeichen / später Stammkennzeichen |
| Versuchsmuster      | Versuchsmuster | Versuchsmuster                                    |
| ------------------- | -------------- | ------------------------------------------------- |
| BV 141 (V1)         | 141-00-0171    | D-OTTO / GL+AG                                    |
| BV 141 (V2)         | 141-00-0172    | D-ORJE / PC+BA                                    |
| BV 141 (V3)         | 141-00-0359    | D-OLGA / BL+AA                                    |
| Vorserie BV 141 A-0 |                |                                                   |
| BV 141 A-01 00(V4)  | 01010360       | D-OLLE / GL+AH                                    |
| BV 141 A-02 00(V5)  | 01010361       | BL+AB                                             |
| BV 141 A-03 00(V6)  | 01010362       | BL+AC                                             |
| BV 141 A-04 00(V7)  | 01010363       | BL+AD                                             |
| BV 141 A-05 00(V8)  | 01010364       | BL+AE                                             |
| Vorserie BV 141 B-0 |                |                                                   |
| BV 141 B-01 00(V9)  | 0210001        | NC+QZ                                             |
| BV 141 B-02 0(V10)  | 0210002        | NC+RA                                             |
| BV 141 B-03 0(V11)  | 0210003        | NC+RB                                             |
| BV 141 B-04 0(V12)  | 0210004        | NC+RC                                             |
| BV 141 B-05 0(V13)  | 0210005        | NC+RD                                             |
| BV 141 B-06 0(V14)  | 0210006        | NC+RE                                             |
| BV 141 B-07 0(V15)  | 0210007        | NC+RF                                             |
| BV 141 B-08 0(V16)  | 0210008        | NC+RG                                             |
| BV 141 B-09 0(V17)  | 0210009        | NC+RH                                             |
| BV 141 B-010 (V18)  | 0210010        | NC+RI                                             |
| BV 141 B-1          |                |                                                   |
| BV 141 B-1          | 0210011        | GK+GA                                             |
| BV 141 B-1          | 0210012        | GK+GB                                             |
| BV 141 B-1          | 0210013        | GK+GC                                             |
| BV 141 B-1          | 0210014        | GK+GD                                             |
| BV 141 B-1          | 0210015        | GK+GE                                             |
| BV 141 B-1          | 0210016        | GK+GF                                             |
| BV 141 B-1          | 0210017        | GK+GG                                             |
| BV 141 B-1          | 0210018        | GK+GH                                             |

## Technische Daten

Dreiseitenriss der BV 141 B

| Kenngröße                        | Daten (BV 141 B)                                                    |
| -------------------------------- | ------------------------------------------------------------------- |
| Besatzung                        | 3                                                                   |
| Länge                            | 13,95 m                                                             |
| Spannweite                       | 17,46 m                                                             |
| Höhe                             | 3,60 m                                                              |
| Flügelfläche                     | 53 m²                                                               |
| Flügelstreckung                  | 5,8                                                                 |
| Leermasse                        | 4700 kg                                                             |
| max. Startmasse                  | 6100 kg                                                             |
| Antrieb                          | 1 × BMW 801A mit 1.560 PS (1.147 kW) Startleistung                  |
| Höchstgeschwindigkeit            | 438 km/h in 5000 m                                                  |
| Reichweite                       | 1900 km                                                             |
| Dienstgipfelhöhe                 | 10.000 m                                                            |
| anfängliche Steiggeschwindigkeit | 570 m/min                                                           |
| Bewaffnung                       | 2 × MG 17 + 2 × MG 15; zusätzlich 4 × 50 kg Bomben unter dem Flügel |